# ژان-میشل لوسنه
ژان-میشل لوسنه (فرانسوی: Jean-Michel Lucenay‎؛ زادهٔ ۲۵ آوریل ۱۹۷۸) شمشیرباز اهل فرانسه است.
وی همچنین برندهٔ جوایزی همچون لژیون دونور (شوالیه) شده‌است.